# Chen Shou
Chen Shou (233–297 of 300) was een Chinees historicus, werkzaam in de staat Shu Han en daarna onder de Westelijke Jin-dynastie. Zijn belangrijkste werk was de Kroniek van de Drie Rijken, een van de boeken uit de reeks officiële geschiedenissen van Chinese keizerlijke dynastieën. Zijn biografie bevindt zich in juan 82 van het Boek van de Jin, een ander werk uit dezelfde reeks.

## Afkomst en opleiding
Chen Shou was afkomstig uit Anhan (安漢) in de commanderie van Baxi (巴西), het huidige Nanchong in de provincie Sichuan, maar toen een deel van het koninkrijk Shu. Hij volgde een opleiding bij Qiao Zhou (譙周, 201–270), eveneens afkomstig uit Baxi. Qiao was een geleerde, gespecialiseerd in de vijf confucianistische klassieken en in historische werken en was verbonden aan de academie van Chengdu. Chen Shou kreeg van hem les in het Boek der Documenten, de Shiji, het Boek van de Han en de commentaren van  Mijnheer Zuo, van Gongyang en van Guliang op de Lente- en herfstannalen.

## Ambtelijke loopbaan

### In Shu Han
Chen Shou begon zijn ambtelijke loopbaan in zijn thuisstaat Shu Han. Hij kwam in dienst van generaal Jiang Wei (姜維, 202–264) als zijn optekenaar (主簿, zhubu). Verder was hij werkzaam als (junior) bibliothecaris van het Oostelijk Instituut (donguan mishu lang, 東觀秘書郎) en werd hij (junior) verantwoordelijke voor de Gele Poort (huangmen shi lang, 黃門侍郎). In deze tijd lag de feitelijke macht in Shu Han bij de eunuch Huang Hao (黃皓, †263). Omdat Chen Shou weigerde om voor een hoger ambt bij hem in het gevlij te komen, verloor hij uiteindelijk al zijn ambtelijke functies.

### Onder de Westelijke Jin-dynastie
In 263 werd Shu Han veroverd door de staat Wei en in 265 werd de laatste heerser van Wei afgezet door Sima Yan (司馬炎, 236–290), die zo de nieuwe dynastie van de Westelijke Jin (265–317) vestigde. Chen Shou verkreeg vooralsnog geen ambtelijke functie. Volgens zijn biografie in het boek van de Jin zou dit door zijn gedrag na de dood van zijn vader zijn gekomen. Toen Chen Shou zich tijdens de rouwperiode ziek voelde liet hij een medicijn klaarmaken. Dit werd beschouwd als een schending van het confucianistisch ritueel, waarbij een strikte rouwperiode van drie jaar in acht diende te worden genomen.
In 268 werd Chen Shou door zijn streek- en studiegenoot Luo Xian (羅憲, †270) samen met andere ex-functionarissen uit Shu Han voorgedragen aan (nu keizer) Sima Yan om een functie aan het keizerlijk hof te mogen vervullen. Toen hij vervolgens door Zhang Hua (張華, 232–300), een andere hoge beambte aan het hof, werd geprezen als kinderlijk gehoorzaam en onomkoopbaar (xiaolian, 孝廉, de standaarduitdrukking voor geschiktheid als ambtenaar) kon Chen Shou ook daadwerkelijk benoemd worden. Zijn eerste functie was die van zhongzheng (中正) in de commanderie van Baxi. In die hoedanigheid selecteerde en beoordeelde hij kandidaten uit zijn geboortestreek voor een eventuele benoeming tot ambtenaar. Deze positie heeft hij, naast andere functies, ongeveer tien jaar bekleed. In 271 kreeg Chen Shou zijn eerste functie aan het hof, junior optekenaar (zuo zhuzuo lang, 佐著作郎). Ook werd hij kanselier van het Pingyang markgraafschap (平陽侯, Pingyanghou in de huidige stadsprefectuur Linfen in zuidwestelijk Shanxi). 
Rond 275 promoveerde hij tot optekenaar, een rang-6 functie binnen het systeem van de benoemingen in negen rangen (jiupin, 九品). In 278 werd Chen Shou op advies van Du Yu (杜預, 222–284) benoemd tot yushi zhishu (御史治書), een controleur belast met het opstellen van documenten. Het jaar daarop stelde Zhang Hua voor hem te benoemen tot lid van het secretariaat belast met het schrijven van documenten, een rang-5 functie. Xun Xu (荀勖, †289), hoofd die afdeling, verzette zich hiertegen. Hij zag Chen Shou liever benoemd als gouverneur van de commanderie van Changguang (長廣) in de buurt van het moderne Qingdao in de provincie Shandong en ver weg van de hoofdstad Luoyang. Chen Shou nam die functie niet aan en gaf als reden de slechte gezondheid van zijn moeder. Na haar dood werd zij, overeenkomstig haar wens, begraven in Luoyang en niet bij haar echtgenoot in Anhan. Vanwege dit besluit werd Chen Shou fel bekritiseerd met als gevolg dat hij uiteindelijk (weer) al zijn functies kwijt raakte. Pas in 291 werd voorgesteld hem weer te benoemen, nu tot zhongshuzi (中庶子), lid van het gevolg van kroonprins Sima Yu (司馬遹, †300). Hij aanvaardde die functie echter niet.

### Sterfjaar 297 of 300?
De biografie van Chen Shou is opgenomen in juan 22 van het Boek van de Jin  en in juan 11 van Huayang guozhi (華陽國志, Optekeningen van de gebieden ten zuiden van de Hua Shan) door Chang Qu (常璩, c.291-361). De twee werken noemen verschillende sterfjaren voor Chen Shou. Jinshu schrijft dat Chen Shou na een ziekbed overleed in jaar 6 van Yuankang, dat wil zeggen in 297. Huayang guozhi plaatst zijn overlijden in de vierde maand van jaar 1 van Yongkang, dus in 300. Tijdens de Oorlog van de Acht Prinsen werd kroonprins Sima Yu op bevel van keizerin Jia Nanfeng (賈南風, 257-300)  vermoord. Zhang Hua wilde vervolgens zijn protegé Chen Shou benoemd krijgen als minister, nadat hij in 298 (en dus niet zoals Jinshu vermeldt in 291) de functie van zhongshuzi van de kroonprins had geweigerd. Na een tegencoup in 300 door Sima Lun (司馬倫, †301) werd Zhang Hua samen met de clan van keizerin Jia terechtgesteld en zou Chen Shou kort daarna, maar ook in 300, zijn overleden.

## Werken

### Sanguo zhi
De Kroniek van de Drie Rijken (Sanguo zhi) vormt het magnum opus van Chen Shou en is een van de boeken uit de reeks officiële geschiedenissen van Chinese keizerlijke dynastieën. Het zijn eigenlijk drie boeken, een voor elk rijk waarin China tijdens de periode van de Drie Rijken was verdeeld. Chen Shou heeft dit werk op eigen initiatief samengesteld. Dat moet gebeurd zijn ergens tussen 284 en 297. Hoewel Chen Shou afkomstig was uit Shu Han, was hij in dienst van de westelijke Jin-dynastie toen hij de kroniek samenstelde. Die dynastie zag zichzelf als rechtmatige opvolger van Wei, zodat de geschiedenis van die staat in de Kroniek belangrijker diende te zijn dan die van de andere twee staten. De heersers van Wei kregen daarom elk hun eigen keizerlijke annalen, terwijl de geschiedenis van de andere staten uitsluitend is beschreven in de hiërarchisch gezien lagere historiografische vorm van liezhuan (exemplarische biografieën).
Het werk vormt de historische basis voor de nog steeds veel gelezen Roman van de Drie Koninkrijken. Dat boek leverde op zichzelf weer inspiratie op voor veel historische fictie over de periode van de Drie Koninkrijken in de vorm van literatuur, films, televisieseries en videospellen, waardoor de Sanguo zhi indirect nog steeds een grote invloed op de Chinese cultuur heeft.

### Andere werken
Alle andere werken van Chen Shou zijn verloren geraakt.
- Vanaf de late Han-dynastie nam de belangstelling voor het samenstellen van collectieve biografieën van regionale hoogwaardigheidsbekleders toe. Zij droegen vaak titels als 'biografieën van ouderen' (qijiu zhuan, 耆舊傳). Voor Sichuan was door een aantal auteurs Biografieën van ouderen uit Bashu (Bashu Qijiu Zhuan, 巴蜀耆舊傳) samengesteld. Chen Shou beschouwde dit als een onvolledig werk en maakte er een uitgebreidere versie van in 10 juan met als titel Biografieën van ouderen uit Yi provincie (Yibu Qijiu Zhuan, 益部耆舊傳). Dit werk werd door Wen Li (文立) uit Shu Han aangeboden aan keizer Wu (Sima Yan).
- Op advies van Xun Xu (†289) en He Jiao (和嶠, †292), kreeg Chen Shou opdracht de gushi (故事, juridische en bestuurlijke teksten met waarschijnlijk ook memoranda aan de keizer) van Zhuge Liang samen te stellen. In eerste instantie kwam een verzameling geschriften tot stand. Dat werk werd op advies van Zhang Hua door Chen Shou herzien en uitgebreid en verscheen uiteindelijk in 274 in 24 juan onder de titel Zhuge Liang Gushi (諸葛亮故事).
- Chen Shou stelde ook een historisch werk samen, Gu guo zhi (古國志, Kroniek van oude staten) in 50 juan.

## Geraadpleegde literatuur
- Knechtges, David R., 'Chen Shou' in: Knechtges, David R. en Chang Taiping (red.), Ancient and Early Medieval Literature. A Reference Guide (Handbuch der Orientalistik; 4. Abt., China; vol.25/1), Leiden (Brill) 2010, deel I, ISBN 978-90-04-19127-3, pp.112-116.

- Bibsys: 90550283
- Biblioteca Nacional de España: XX4722806
- Bibliothèque nationale de France: cb15917121j (data)
- CiNii: DA02970019
- Gemeinsame Normdatei: 118958267
- International Standard Name Identifier: 0000 0000 8175 7961
- Library of Congress Control Number: n81017102
- Bibliotheek van het Japanse parlement: 00291935
- Nationale Bibliotheek van Tsjechië: jo2008423605
- Nationale bibliotheek van Australië: 36603592
- Nationale Bibliotheek van Israël: 987007445536105171
- Nederlandse Thesaurus van Auteursnamen: 140826653
- Réseau des bibliothèques de Suisse occidentale: 02-A018322100
- Système universitaire de documentation: 075013207
- Trove: 1320615
- Virtual International Authority File: 110103389
- WorldCat: E39PBJmP86VPVtbk8fqJp9XPQq